# Jasna Zlokić
Jasna Zlokić (Vela Luka, Korčula, 15. mart 1955) је jugoslovenska i hrvatska pjevačica zabavne muzike.

## Biografija
Rođena je 15. marta 1955. godine u porodici Dragojević od oca Bože i majke Olge u Veloj Luci, malom gradu na zapadnom delu ostrva Korčule, koji je dao veliki broj poznatih umetnika, a potiče iz iste loze kao i Oliver Dragojević. Već sa devet godina učestvovala je na takmičenju Mikrofon je vaš u Veloj Luci sa pesmom La paloma i osvaja drugo mjesto, dok je prvoplasirana bila njena starija sestra Mirjana. Tokom redovnog školovanja muziku nije ostavljala po strani i 1974. godine, sa devetnaest godina, osvaja nagradu Prvi glas Dubrovnika na dubrovačkom festivalu amaterskih pevača.
Nakon završene srednje ekonomske škole u Dubrovniku vraća se u rodno mesto gde upoznaje i udaje se za Borisa Zlokića sa kojim je kasnije dobila sina Igora. 1982. godine na takmičenju pevača amatera u Sisku, pesmom U naručju si mom, pobeđuje i skreće pažnju Zdenka Runjića na svoj talenat. Iste godine pojavljuje se na splitskom festivalu sa Runjićevom pesmom Nina, nana i skreće pažnju šire javnosti na sebe. Počinje sarađivati sa Rajkom Dujmićem koji joj je napisao pjesmu Ne znam koji vjetar puše.
U svojoj karijeri osamdesetih godina prošlog veka, kada je i cela muzička scena na ovim prostorima doživela kulminaciju, pesmom Rajka Dujmića i Momčila Popadića Skitnica, ostvarila je veliki uspeh i ostavlja neizbrisiv muzički trag. Nastupala je na svim značajnim festivalima zabavne muzike, često je pobeđivala i osvajala brojne nagrade. 1984. osvaja zagrebački festival sa pesmom Rajka Dujmića Povedi me. 1987. na splitskom festivalu izvodi pesmu Zdenka Runjića Adio bella, a iste godine izbacuje i ploču Ja sam ti jedini drug, sa istoimenom pesmom koja je postigla veliki uspeh.
Proglašavana je za pevačicu godine (1984. i 1989) bivše SFRJ. U svojoj dugoj karijeri učestvovala je na mnogim humanitarnim koncertima. 2007. godine bila je predgrupa poznatom američkom reperu 50 centu. Najpoznatije pesme Jasne Zlokić su: Skitnica, Pismo, Ja sam ti jedini drug, Povedi me, Adio bella, Pjesmo moja, Ne znam koji vjetar puše...

## Diskografija
- 1984 — Skitnica
- 1985 — Vjeruj mi
- 1987 — Ja sam ti jedini drug
- 1988 — Lutajuće srce
- 1989 — Vrijeme je uz nas
- 1990 — Kad odu svi
- 1991 — Tiho sviraj pjesmu ljubavnu
- 1992 — Bez predaha
- 1993 — Nisam ti se tugo nadala
- 1996 — Sunce moga neba
- 1997 — Sve ove godine
- 1999 — Žena od mota
- 2002 — Putevima vjetra
- 2004 — Best of 1990-2004
- 2006 — Ljubavni parfemi
- 2007 — Gold Collection
- 2010 — Dueti
- 2012 — Love collection
- 2015 — Best of
- 2017 — 50 originalnih pjesama

## Festivali
Split:
- Nina, nana, '82, nagrada za najboljeg debitanta
- Ne znam koji vjetar puše, '83
- Skitnica, '84, 6. mjesto
- Moj grad (Veče Ustanak i more), '84
- Pjesmo moja, '85, 3. mesto
- Pismo, '86
- Uteka si (Autorko veče Zdenka Runjića), '86
- Adio Bella, '87, 2. mesto
- Lutajuće srce, '88, 2. mesto
- Da proplaču crne oči / Ne pitam ti biser (Autorko veče Đele Jusića), '88
- Bodulska balada (Veče splitskih bisera), '88
- Skalinada (Veče splitskih bisera), '89
- Skitnica (Veče splitskih bisera), '90
- Ako ljubav nebo zna, 2004
- Moja ljubav, 2008

Melodije Hrvatskog Jadrana, Split:
- Sve moje ljubavi žive u tebi, '93, druga nagrada stručnog žirija
- Teške su riči pale, dušo, '94, nagrada za najbolju interpretaciju
- Sve sam ti suze oprostila, '95
- Uzeja bi me, 2001, 3. mesto
- Ja moram pobijediti sve, 2002

Zagreb:
- Povedi me, '84, pobednička pesma i najbolji debitant festivala
- Ja sam nešto drugo, '86
- Kad odu svi, '89, pobednička pesma
- Idi sad, '90
- Živjet ću za dane radosti, '94
- Srce na srcu, '99
- Ne bih ti više dopustila, 2002
- Dala sam mu sve (Veče šansona), 2002

MESAM:
- Idi, dobro je, '85, 5. mesto
- Mama, '87, 3. mesto
- Jedna žena na prozoru, '88, 9. mesto

Karnevalfest, Cavtat:
- Ne spominji stare ljubavi, '86, pobednička pesma
- Tako je slatko, '87
- S drumovima drugujem, '88, pobednička pesma

Vaš šlager sezone, Sarajevo:
- Noć i dan, '88, pobednička pesma

Jugoslovenski izbor za Evrosong:
- Sve ove duge godine, Novi Sad '89, 5. mesto

Opatija:
- Što bih ja da tebe nema, '93

Etnofest, Neum:
- Dalmatino, povišću pritrujena, '97
- Kad zavonja proćuliće (sa klapom Nostalgija), '99

Krapina:
- Uspavanka za mati, '91
- Anđeli nek budu s tobom, '95
- Najte me zbuditi, '99
- Najslajše tu senjam, 2008

Dalmatinska šansona, Šibenik:
- More sinje (Veče starih pesama, sa ansamblom Bonaca), '98

Melodije Mostara:
- Noć dolazi, 2003

Banja Luka:
- Nikad nisam znala (Veče zabavne muzike), 2003

Zlatne žice Slavonije, Požega:
- Povratak, '94
- Svatko za sebe, 2003
- Tamo gdje dišeš, 2006
- Kolo sreće, 2007

## Literatura
- Janjatović, Petar (2003). Ex YU rock enciklopedija. Beograd: Čigoja štampa.  137175308.